# Frank Gray

Cubierta de Código Binario Natural, con ciertos valores marcados. Los valores más bajos están en la parte inferior. Esta imagen es una versión vectorizada de la que se encuentra en la página 2 (Fig. 2) de la solicitud de patente original de Frank Gray, numerada 2632058.

Frank Gray (Alpine, Indiana, 13 de septiembre de 1887 - 23 de mayo de 1969) fue un físico e investigador en los Laboratorios Bell. Hizo numerosas innovaciones mecánicas y electrónicas en la televisión. Famoso por el Código Gray.
El Código Gray es un Sistema binario usado en electrónica pero con muchas aplicaciones en matemáticas.
Cumplió un importante papel en el desarrollo de la televisión y sus sistemas en 1927